# Морской (муниципальный округ)

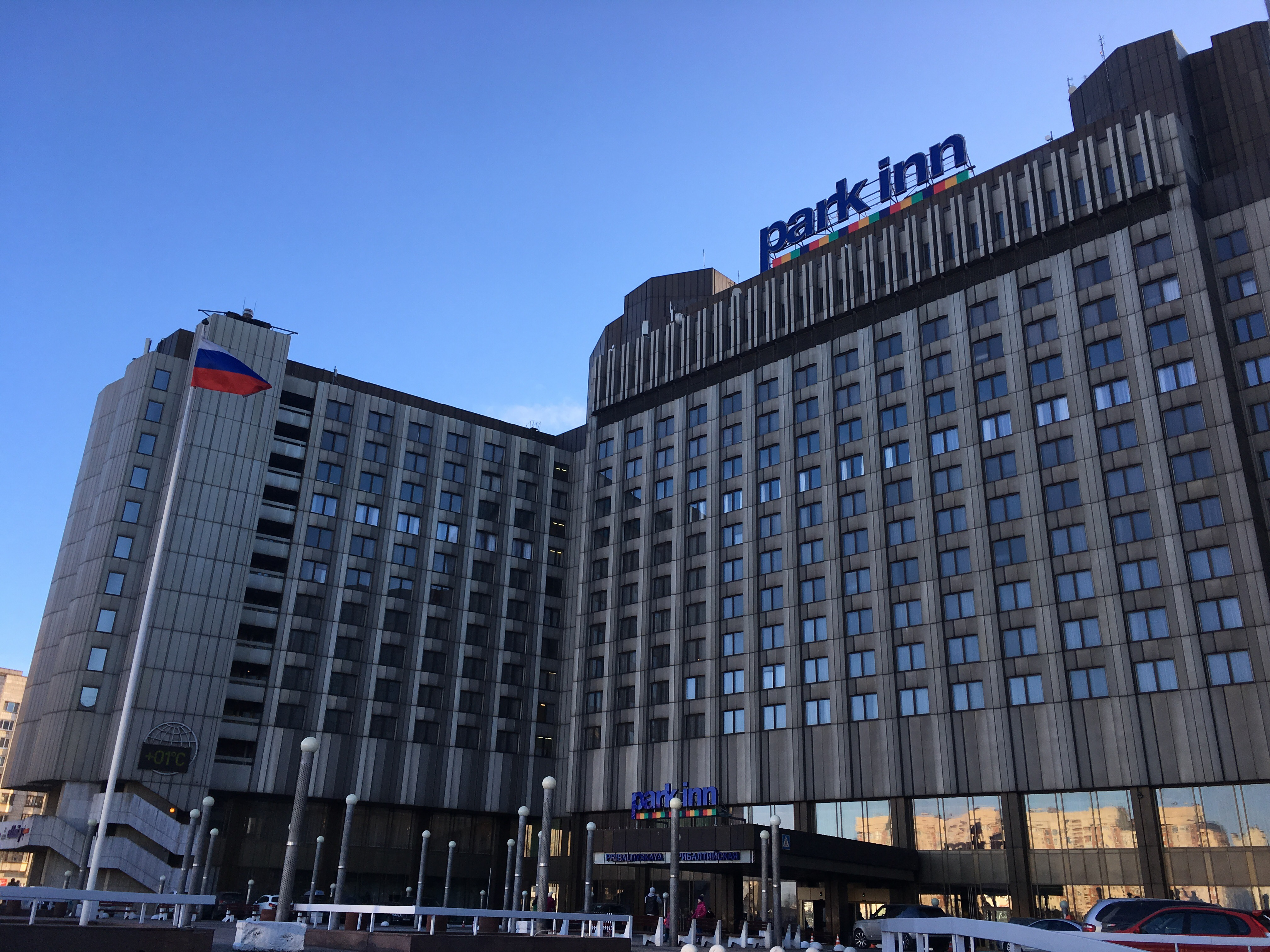
Гостиница «Прибалтийская»

Морско́й — муниципальный округ в составе Василеостровского района Санкт-Петербурга. До 1 января 2014 года официально назывался — муниципальный округ округ Морской.

## География
Муниципальный округ Морской расположен в западной части Васильевского острова. Границы округа проходят по берегу Финского залива, реке Смоленке, улице Беринга, улице Нахимова, Прибалтийской площади и площади Европы.

## Население
| 2002    | 2010    | 2012    | 2013    | 2014    | 2015    | 2016    | 2017    | 2018    |
| ------- | ------- | ------- | ------- | ------- | ------- | ------- | ------- | ------- |
| 31 555  | ↗34 885 | ↗35 385 | ↗36 069 | ↗36 111 | ↘36 057 | ↘35 538 | ↘35 512 | ↘35 487 |
| 2019    | 2020    | 2021    | 2023    | 2025    |         |         |         |         |
| ↘35 293 | ↘35 088 | ↗36 771 | ↘36 263 | ↗36 676 |         |         |         |         |

## Инфраструктура
Главные магистрали — Наличная улица и улица Кораблестроителей.
На территории округа расположены гостиница «Прибалтийская» с аквапарком «Питерленд-2», а также Арктический и антарктический научно-исследовательский институт.